# Palatul chelfănelii
Palatul chelfănelii (Le palais des claques) este o carte scrisă  de Pascal Bruckner, publicată în 1986.
Cartea prezintă un stat situat între Elveția, Franța, Germania, Asia și Africa, adica un stat neexistent în realitate. Președintele acestui stat vorbește tot timpul în perechi de sinonime, fiind poreclit de aceea „înmulțit cu doi”. Acesta ține la începutul cărții un discurs, la care este obligat să se uite tot poporul. El vrea să eradicheze obiceiul de a-i bate pe copii, dar este conștient că nu va putea face asta dintr-o dată, cum nici Roma nu a fost clădită într-o zi. De aceea construiește „palatul chelfănelii” în care fiecare copil este obligat să se prezinte la chelfăneală la sfârșit de săptămână. Nu este scutit nimeni în afară de bolnavi sau handicapați, iar în afara palatului chelfăneala era interzisă.
Bineînțeles că astfel s-a ajuns foarte repede la haos, dar în ciuda scenariului ireal, reacțiile maselor sunt cu atât mai naturale.